# Гаврил Дундев
Гаврил Ангелов Костадинов Дундев е български революционер, деец на Върховния македоно-одрински комитет и Вътрешната македоно-одринска революционна организация.

## Биография
Роден е на 29 юли 1873 година в малешевското село Русиново, тогава в Османската империя. Занимава се със земеделие. В 1895 година е покръстен във ВМОРО от водача и Гоце Делчев. До 1906 година действа като куриер и посрещач на чети, като пренася писма и оръжие. В 1903 година става касиер на русиновския революционен комитет и съхранява оръжието на комитета. В 1906 година, когато четата на Даме Груев е открита в Русиново, войводата загива. Дундев става нелегален и влиза в четата на Герасим Огнянов, който е войвода на Малешевската революционна околия. С Герасим Огнянов действа в Горноджумайско, Радовишко, Кочанско, Струмишко и Петричко. Присъства на Пиринския конгрес в 1908 година. Сръбските агенти в Берово неуспешно се опитват да го подкупят, за да мине на сръбска страна.
След Младотурската революция от юли 1908 година предава оръжието на комитета на Никола Дечев и се легализира в Русиново. След изпаряването на Хуриета, в 1910 година Христо Чернопеев отново го привлича към Българската народна македоно-одринска революционна организация и Дундев става пак пазител на оръжието и куриер. Преди избухването на Балканската война в 1912 година е арестуван и затворен в струмишките казарми заедно с още 365 души. От тях 71, между които и Дундев, са осъдени на смърт. По застъпничество на Сюлейман паша и на митрополит Герасим Струмишки са освободени един ден преди навлизането на българската войска в Струмица. По време на Междусъюзническата война в 1913 година е в четата на Атанас Нивички, която подпомага българската войска срещу гърците.
След Букурещкия мир се прибира в Русиново, което остава в Сърбия. Сръбските власти го арестуват и го карат да предаде оръжието. След подкуп на стражар хърватин с помоща на Мануил Въргов от Берово се укрива в Русиново и след месец бяга в Струмица, която е останала в България. Командващият гарнизона капитан Икономов и началникът на революционния пункт на ВМОРО в града Коце Ципушев го привличат като разузнавач, който нелегално действа в Беровската околия, като събира сведения за сръбските войски и полиция. В 1914 година влиза в четата на Саве Младенов, с която действа до намесата на България в Първата световна война. Влиза в Българската армия и служи в 5-а погранична рота на 22-ри пехотен полк. Сражава се в Саванджак планина и при Демир капия. След три месеца е уволнен по старост.
След войната в 1920 година възстановената сръбска власт в Русиново отново го арестува и Дундев бяга в България. Присъединява се към възстановената ВМРО и влиза в четата на Стефан Караджов. С четата действа в Малешевско, Радовишко и Струмишко до убийството на Тодор Александров в 1924 година.
На 5 април 1943 година, като жител на Свищов, подава молба за българска народна пенсия, която е одобрена и отпусната от Министерския съвет на Царство България.